# Tshering Yangdon
Titres
Reine consort du Bhoutan
(avec Dorji Wangmo Wangchuck, Tshering Pem Wangchuck, Sangay Choden Wangchuck)
1979 – 9 décembre 2006
Reine mère du Bhoutan
Depuis le 14 décembre 2006
(18 ans, 5 mois et 27 jours)
Tshering Yangdon (née le 21 juin 1959 à Punakha) est une femme politique bhoutanaise.
Elle est la troisième épouse de l’ancien roi du Bhoutan, Jigme Singye Wangchuck et l’actuelle reine mère du Bhoutan.

## Biographie

### Enfance et formation
Elle est née le 21 juin 1959 à Punakha. Elle est élevée entre le Bhoutan et l'Inde.

### Carrière
En 1992, elle lance la construction du Khamsum Yuelly Namgyel Chhorten.
En 1995, elle fonde la société Bjachung Karmo pour l’avancement des religieuses et le service social.
En 2006, elle fonde la Bhutan Nun's Foundation en faveur de l'éducation et de l'autonomie des femmes.

### Famille
Elle a trois enfants avec le roi :
- Jigme Khesar Namgyel Wangchuck ;
- Dechen Yangzom Wangchuck ;
- Jigme Dorji Wangchuck.

### Titres
- 1979 - 9 décembre 2006 : Sa Majesté la reine.